# Минуто-Риццо, Алессандро
Алессандро Минуто-Риццо (итал. Alessandro Minuto-Rizzo; род. 10 сентября 1940, Рим) — итальянский дипломат, заместитель генерального секретаря НАТО в 2001—2007 годах, который исполнял обязанности генерального секретаря НАТО с 17 декабря 2003 по 1 января 2004 года в промежутке между каденциями Джорджа Робертсона и Яап де Хооп Схеффер.

## Биография
Юрист по образованию, Минуто-Риццо поступил на дипломатическую службу в Министерстве иностранных дел Итальянской Республики в 1969 году. Занимал руководящие посты в дипломатической службе, в итальянской оборонной промышленности и космической отрасли, в качестве посла представлял Италию в международных организациях.
В 2008—2012 годах профессор Свободного международного университета социальных исследований в Риме (LUISS), специализировался по предмету «Безопасность и оборонительные политики в Европейском союзе». Автор книг «Дорога в Кабул, международное сообщество и кризис в Центральной Азии» (итал. «La strada per Kabul, la comunità internazionale e le crisi in Asia Centrale») и «На политическом пути без карт, между многообразием и будущим в регионе Большого Ближнего Востока» (итал. «Un viaggio politico senza mappe, fra diversità e futuro nel Grande Medio Oriente»).